# داود صلاح‌الدین
دیوید تئودور بلفیلد (به انگلیسی: David Theodore Belfield) زادهٔ روئنوک رپیدز فرزند سوم یک خانوادهٔ هفت نفرهٔ مسیحی از پدری سیاه‌پوست و مادری سفیدپوست اهل کارولینای شمالی بود. وی که در سن ۱۹ سالگی مسلمان شده عامل ترور علی‌اکبر طباطبایی در سال ۱۹۸۰ است.
او پیش از دریافت دستور ترور علی‌اکبر طباطبایی به دولت ایران پیشنهاد ترور هنری کیسینجر و کرمیت روزولت را داده‌ بود. وی پس از ترور مدت زمانی در روستای گزلوری شهرستان دیلم ساکن و سپس به تهران رفت.

## ترور طباطبایی
بلفیلد که پیش از انقلاب از طریق آشنایی با دانشجویان خط خمینی در آمریکا به اسلام گرویده بود، پس از انقلاب و بسته شدن سفارت ایران در واشینگتن به عنوان محافظ در دفتر حافظ منافع جمهوری اسلامی در سفارت الجزایر استخدام شد. در آنجا از طریق شخصی که در دانشگاه با وی آشنا شده بود پیشنهاد ترور افراد مورد نظر رژیم از جمله علی اکبر طباطبایی به همراه ۵٬۰۰۰ دلار دستمزد به وی داده شد.
بلفیلد در ۳۱ تیرماه ۱۳۵۹ در لباس یک پستچی به علی‌اکبر طباطبایی در جلوی در منزلش ۳ گلوله شلیک کرد و از محل گریخت. علی اکبر طباطبایی ۴۵ دقیقه بعد در ساعت ۱۲:۳۴ در بیمارستان جان سپرد.علی‌اکبر طباطبایی پیش از انقلاب وابستهٔ مطبوعاتی سفارت ایران در واشینگتن بود و پس از انقلاب به عنوان منتقد سید روح‌الله خمینی در رسانه‌های آمریکا و پایه‌گذار بنیاد آزادی ایران بود.
داود صلاح‌الدین پس از قتل از طریق سوئیس به ایران گریخت و تحت حمایت جمهوری اسلامی قرار گرفت. وی هم‌اکنون در حومهٔ تهران با همسر ایرانی خود زندگی می‌کند.
بلفیلد در مصاحبه‌ای در استانبول گفت:
می‌دانستم که او را مضروب کردم. او هیچ چیز احساس نکرد. تمام حکومت‌ها خائنین را می‌کشند، تمام حکومت‌ها در صورتی که بتوانند تمام کسانی که در تلاش جدی برای براندازی آن‌ها باشند را می‌کشند. در مورد آن اتفاق هم، نه، من هرگز بخاطرش بی‌خوابی نکشیدم.
در سال ۲۰۰۶ یک کارگردان فرانسوی مستندی از داود صلاح الدین با عنوان «آمریکایی فراری» ساخت. صلاح‌الدین در این مستند به ترور علی اکبر طباطبایی با حکم روح‌الله خمینی اعتراف می‌کند. وی به مدت ۹ سال در پرس تی‌وی مشغول به کار بوده‌است.

## هنرپیشگی
داود صلاح‌الدین در سال ۱۳۸۰ در فیلم سفر قندهار به کارگردانی محسن مخملباف در نقش یک پزشک انسان دوست بازی کرد.